# Babylon96københavn
Babylon96københavn er en kortfilm fra 1995 instrueret af Marco Evarissti, Kristian Hornsleth efter manuskript af Marco Evarissti, Kristian Hornsleth, Benn Q. Holm.

## Handling
Kunstnergruppen JUAN UNO ETC. får 4 millioner danske kroner fra København Kulturbyfond til en række installationer i byrummet. På en dyr restaurant og med filmhold fyrer de de første penge af, i takt med deres visioner og nyrige megalomani druknes i alkohol og vold.